# Okopy (sedlo)
Okopy je travnaté sedlo v hlavním hřebeni Lúčanské Malé Fatry v nadmořské výšce 1285 m. Nachází se mezi vrcholy Mincolu (1364 m n. m.) a Úplazu (1301 m n. m.) a vede jím mezinárodní turistická trasa E3 z Krížava do Strečna, na kterou se zde připojuje turistická stezka č. 2728 z Vrútek.

## Přístup
- Po  značce:
  - Ze Strečna přes Úplaz
  - Ze střediska Martinské hole přes Minčol
- Po  značené stezce 2728 z Vrútek